# Tarasowo (rejon kiczmiengsko-gorodiecki)
Tarasowo (ros. Тарасово) – wieś w Rosji, w rejonie kiczmiengsko-gorodieckim obwodu wołogodzkiego. W 2010 r. liczyła 4 mieszkańców.